# Zastava M65/M72

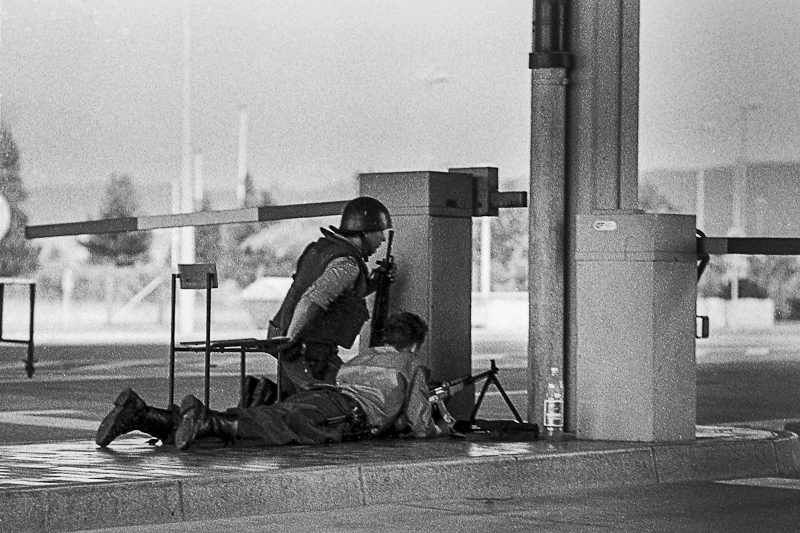
Combattants de la Défense territoriale slovène au poste frontière de Vrtojba (26 juin 1991)

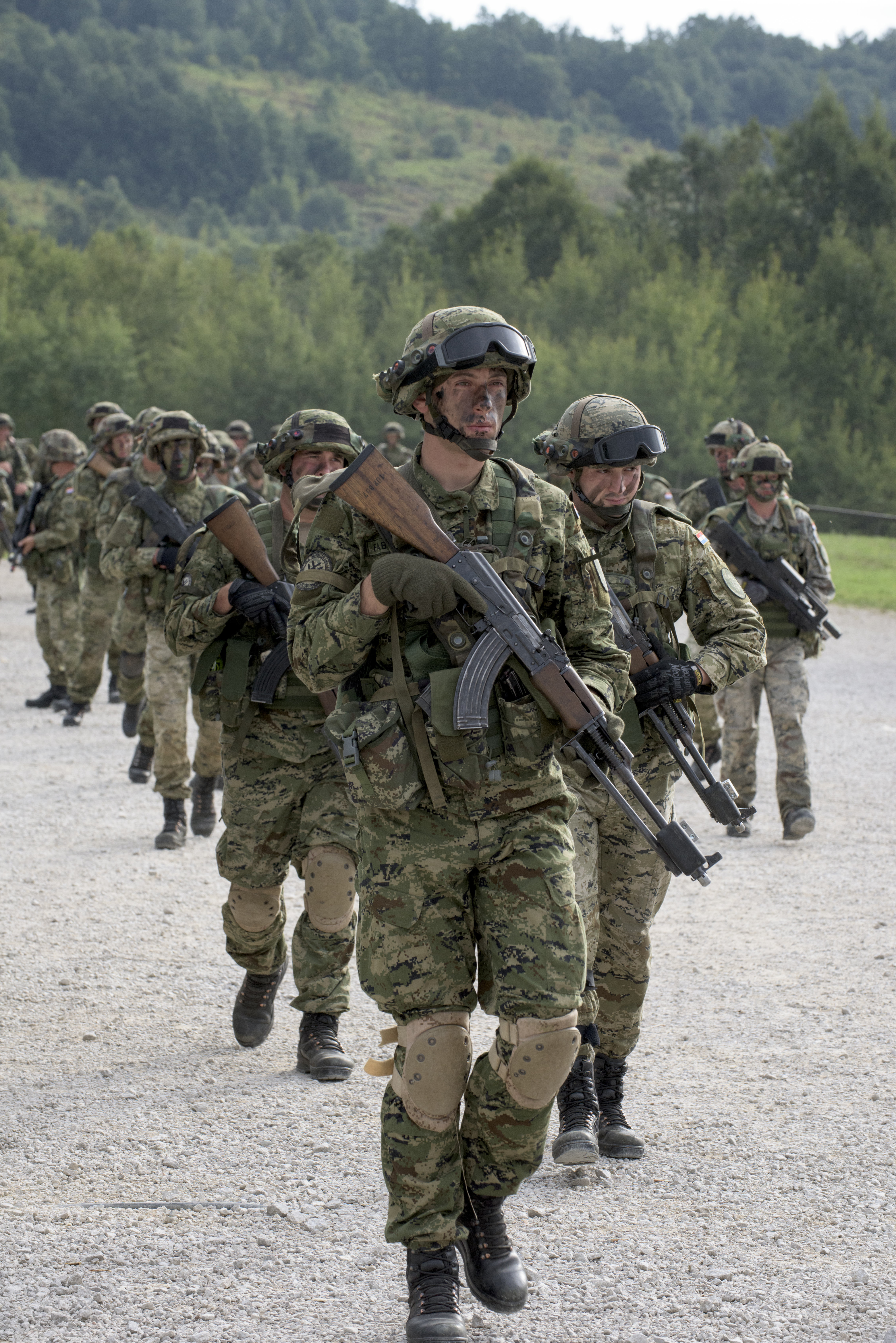
Un soldat armée d'un ZCZ M72B1 lors de l'exercice Immediate Response 15.

Les fusils-mitrailleurs Zastava M65 et M72 sont des variantes yougo-serbes du Kalachnikov RPK.

## Présentation
La firme yougoslave (puis serbe) Zastava offre la plus large gamme de fusils-mitrailleurs issus de l'AK-47. Les premiers ont été les Zastava M65/M65B, une version locale du RPK en 7,62 x 39 mm avec carcasse en acier forgé. Ces M65 ont servi de modèles aux FM Type 64 et TUL-1 produits en Corée du Nord et au Nord-Vietnam avec l'aide d'ingénieurs yougoslaves
Ils ont été rapidement remplacés par les FM M72.B1/AB1, identiques aux RPK/RPKS et bâtis sur la carcasse du Zastava M70B1 (et donc réalisée par emboutissage). Ces F-M peuvent recevoir une lunette à vision diurne ou infrarouge. 
Pour l'exportation ont été créés les FM M77 (7,62 mm OTAN) et FM M80 (5,56 mm OTAN).

## Différences avec le RPK

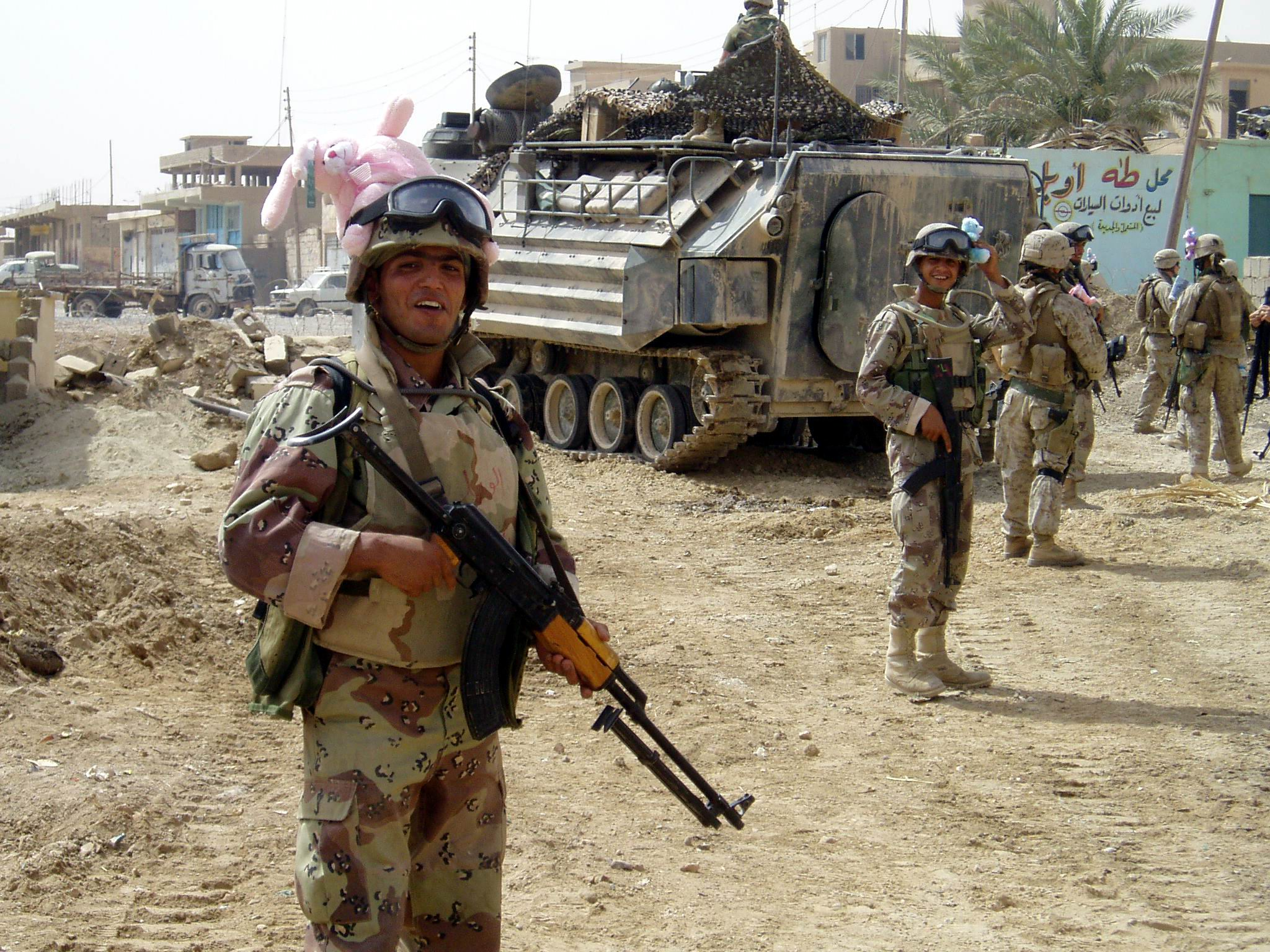
Soldat loyaliste pro-américain armé d'un ZCz M72 AB1 (ou de sa copie locale Al-Quds) à crosse repliable lors de la Guerre d'Irak.

Le fabricant opte pour le maintien de la crosse d'origine de l'AK-47. Certaines versions ont même un canon changeable comme le M65B. Comme les Zastava M70, ces FM ont un arrêtoir de culasse.

## Variantes
- M65A  - variante à canon interchangeable.
- M65B  - variante avec un canon fixe
- M72 - carcasse fraisée , crosse en bois non pliable , canon fixé dans l'insert de canon avec une connexion filetée , verrou de culasse réalisé en tant que pièce séparée dans le récepteur, la mitrailleuse n'accepte pas les chargeurs des versions ultérieures du M72 .
- M72B - Idem avec canon enfoncé dans l'insert du canon et fixé avec une goupille transversale, bloc de visée avant raccourci , loquet de culasse réalisé avec une saillie sur le chargeur de chargeur, la mitrailleuse a commencé à accepter les chargeurs d' AK-47 .
- M72B1 - carcasse estampé en tôle d'acier de 1,5 mm, crosse en bois non pliable. Le support de crosse a été modifié : il n'était désormais plus fixé à l'insert arrière, mais directement au récepteur. Le verrou et le porte-culasse ont été allégés. Un dispositif de retard de déclenchement a été ajouté au mécanisme de déclenchement . Le traducteur de fusibles a été amélioré.
- M72B1N - Une variante du M72B1 avec un support en queue d'aronde sur le côté gauche du récepteur pour le viseur nocturne Zrak PN 5×80 . Désignation complète : M72B1N-PN  .
- M72AB1 - une variante du M72B avec une crosse en acier qui se replie vers le bas sous l'avant- bras [ 15 ] .
- M72AB1N - Une variante du M72AB1 avec un support en queue d'aronde sur le côté gauche du récepteur pour le viseur nocturne Zrak PN 5×80. Désignation complète : M72AB1N-PN.

## Utilisateurs
Ces fusils-mitrailleurs ont armé les soldats de la JNA puis les combattants des guerres de Yougoslavie et des première et deuxième Guerre du Golfe.

### Bosnie-Herzégovine
Emploi par les miliciens bosniaques et volontaires étrangers lors de la Guerre de Bosnie-Herzégovine.

### Chypre
La République fédérative socialiste de Yougoslavie livra des Zastava M72 à la Garde nationale chypriote.

### Croatie
Emploi par les miliciens et militaires croates et lors de la Guerre de Croatie.

### Irak
Belgrade livra des Zastava M72 à l'Armée Irakienne durant la Guerre Iran-Irak. La variante produite sous licence par les arsenaux irakiens sous le nom d'Al Quds, dès 1978,  a connu un usage intensif durant les guerres du Golfe puis de l'Insurrection de 1991.

### Slovénie
Emploi par les miliciens slovènes  lors de la Guerre des dix jours.

## Ukraine
Une quantité inconnue de M72B1  a été livrée aux forces armées ukrainiennes en 2022 par la Slovénie et la Croatie.

## Sources
- John Walter, Kalashnikov, Greenhill Books, 1999, pp. 102-105 (en anglais).
- Jean Huon, Histoire du Kalachnikov, ETAI, 2011, ch. « Serbie (Ex-Yougoslavie) ».